# Варваровский сельский совет (Кременский район)
Варваровский сельский совет (укр. Варварівська сільська рада) — входит в состав
Кременского района
Луганской области
Украины.

## Населённые пункты совета
- с. Варваровка
- с. Затишное
- с. Крутенькое

## Адрес сельсовета
92934, Луганська обл., Кремінський р-н,
с. Варварівка, вул. Октябрська, 17; тел. 9-57-42 (укр.)